# 콜럼버스 쇼트
콜럼버스 쇼트(Columbus Short, 1982년 9월 19일 ~ )는 미국의 배우이자 안무가이다.

## 출연 작품
- 암드 (2018)
- 트루 투 더 게임 (2017)
- 폭력의 근원 (2017)
- 더 걸 이즈 인 트러블 (2015)
- 스톰프 더 야드 2 : 홈커밍 (2010)
- 데스 앳 어 퓨너럴 (2010)
- 루저스 (2010)
- 아머드 (2009)
- 화이트아웃 (2009)
- 쿼런틴 (2008)
- 캐딜락 레코드 (2008)
- 디스 크리스마스 (2007, This Christmas)
- 스톰프 더 야드 (2007)
- 합격! (2006)
- 세이브 더 라스트 댄스 2 (2006)
- 우주 전쟁 (2005)
- 유 갓 서브드 (2004)

### 텔레비전
- 댓츠 소 레이븐 (2005-06)
- 스튜디오 60 (2006-07)
- Up Close with Carrie Keagan (2007)
- 스캔들 (2012-14)